# Draft WNBA 2000
1999 2001
La draft WNBA 2000 est la cérémonie annuelle de la draft WNBA lors de laquelle les franchises de la WNBA choisissent les joueuses dont elles pourront négocier les droits d’engagement.
Le choix s'opère dans un ordre déterminé par le classement de la saison précédente, les équipes les plus mal classés obtenant les premiers choix. Sont éligibles les joueuses américaines ou scolarisées aux États-Unis allant avoir 22 ans dans l'année calendaire de la draft, ou diplômées ou ayant entamé des études universitaires quatre ans auparavant. Les joueuses « internationales » (ni nées ni ne résidant aux États-Unis) sont éligibles si elles atteignent 20 ans dans l'année suivant la draft.
La draft 2000 est organisée le 25 avril 2000 à Secaucus, (New Jersey), dans les studios de NBA Entertainment. Les Rockers de Cleveland obtiennent le premier choix de la draft 2000. Les Mystics de Washington obtiennent le deuxième choix. Les Shock de Détroit obtiennent le troisième choix. Le premier choix de la draft est Ann Wauters.
Le 15 décembre 1999, une draft d’expansion est organisée afin de constituer les effectifs des quatre nouvelles franchises intégrant la WNBA : le Fever de l'Indiana, le Sol de Miami, le Fire de Portland et le Storm de Seattle.

## Sélection des joueuses
| Rang | Joueuse            | Nationalité | Équipe WNBA                                                  | Université/club      |
| ---- | ------------------ | ----------- | ------------------------------------------------------------ | -------------------- |
| 1    | Gordana Grubin     | Yougoslavie | Fever de l'Indiana (en provenance des Sparks de Los Angeles) | Yougoslavie          |
| 2    | Edna Campbell      | États-Unis  | Storm de Seattle (en provenance des Mercury de Phoenix)      | Texas                |
| 3    | Kate Starbird      | États-Unis  | Sol de Miami (en provenance des Monarchs de Sacramento)      | Stanford             |
| 4    | Alisa Burras       | États-Unis  | Fire de Portland (en provenance des Rockers de Cleveland)    | Louisiana Tech       |
| 5    | Sonja Henning      | États-Unis  | Fire de Portland (en provenance des Comets de Houston)       | Stanford             |
| 6    | Sandy Brondello    | États-Unis  | Sol de Miami (en provenance du Shock de Détroit)             | Australie            |
| 7    | Sophia Witherspoon | États-Unis  | Storm de Seattle (en provenance du Liberty de New York)      | Florida              |
| 8    | Stephanie McCarthy | États-Unis  | Fever de l'Indiana (en provenance du Sting de Charlotte)     | Purdue               |
| 9    | Nyree Roberts      | États-Unis  | Fever de l'Indiana (en provenance des Mystics de Washington) | Old Dominion         |
| 10   | Angela Aycock      | États-Unis  | Storm de Seattle (en provenance du Lynx du Minnesota)        | Kansas               |
| 11   | Debbie Black       | États-Unis  | Sol de Miami (en provenance des Starzz de l'Utah)            | Saint Joseph’s       |
| 12   | Tari Phillips      | États-Unis  | Fire de Portland (en provenance du Miracle d'Orlando)        | Central Florida      |
| 13   | Ciquese Washington | États-Unis  | Fire de Portland (en provenance du Liberty de New York)      | Notre Dame           |
| 14   | Sharon Manning     | États-Unis  | Sol de Miami (en provenance du Sting de Charlotte)           | North Carolina State |
| 15   | Nina Bjedov        | Yougoslavie | Storm de Seattle (en provenance des Sparks de Los Angeles)   | Yougoslavie          |
| 16   | Rita Williams      | États-Unis  | Fever de l'Indiana (en provenance des Mystics de Washington) | Connecticut          |
| 17   | Kara Wolters       | États-Unis  | Fever de l'Indiana (en provenance des Comets de Houston)     | Connecticut          |
| 18   | Toni Foster        | États-Unis  | Storm de Seattle (en provenance du Mercury de Phoenix)       | Iowa                 |
| 19   | Lesley Brown       | États-Unis  | Sol de Miami (en provenance du Shock de Détroit)             | Virginia             |
| 20   | Molly Goodenbour   | États-Unis  | Fire de Portland (en provenance des Monarchs de Sacramento ) | Stanford             |
| 21   | Jamila Wideman     | États-Unis  | Fire de Portland (en provenance des Rockers de Cleveland)    | Stanford             |
| 22   | Yolando Moore      | États-Unis  | Sol de Miami (en provenance du Miracle d'Orlando)            | Mississippi          |
| 23   | Charmin Smith      | États-Unis  | Storm de Seattle (en provenance du Lynx du Minnesota)        | Stanford             |
| 24   | Chantel Tremitiere | États-Unis  | Fever de l'Indiana (en provenance des Starzz de l'Utah)      | Auburn               |

| Rang | Joueuse             | Nationalité | Équipe WNBA            | Université/club                                     |
| ---- | ------------------- | ----------- | ---------------------- | --------------------------------------------------- |
| 1    | Ann Wauters         | Belgique    | Rockers de Cleveland   | CSKA Samara                                         |
| 2    | Tausha Mills        | États-Unis  | Mystics de Washington  | Alabama (en provenance des Condors de Chicago, ABL) |
| 3    | Edwina Brown        | États-Unis  | Shock de Détroit       | Texas                                               |
| 4    | Cintia Dos Santos   | Brésil      | Miracle d'Orlando      | Brésil                                              |
| 5    | Grace Daley         | États-Unis  | Lynx du Minnesota      | Tulane                                              |
| 6    | Betty Lennox        | États-Unis  | Lynx du Minnesota      | Louisiana Tech                                      |
| 7    | Lynn Pride          | États-Unis  | Fire de Portland       | Kansas                                              |
| 8    | Tamicha Jackson     | États-Unis  | Shock de Détroit       | Louisiana Tech                                      |
| 9    | Kamila Vodichkova   | Tchéquie    | Storm de Seattle       | Gambrinus Brno                                      |
| 10   | Maylana Martin      | États-Unis  | Lynx du Minnesota      | UCLA                                                |
| 11   | Summer Erb          | États-Unis  | Sting de Charlotte     | North Carolina State                                |
| 12   | Naomi Mulitauaopele | États-Unis  | Starzz de l'Utah       | Stanford                                            |
| 13   | Olga Firsova        | Ukraine     | Liberty de New York    | Kansas State                                        |
| 14   | Katy Steding        | États-Unis  | Monarchs de Sacramento | Stanford (en provenance du Power de Portland, ABL)  |
| 15   | Nicole Kubik        | États-Unis  | Sparks de Los Angeles  | Nebraska                                            |
| 16   | Elena Shakirova     | Russie      | Comets de Houston      | Russie                                              |

| Rang | Joueuse             | Nationalité | Équipe WNBA            | Université/club                                                   |
| ---- | ------------------- | ----------- | ---------------------- | ----------------------------------------------------------------- |
| 17   | Helen Darling       | États-Unis  | Rockers de Cleveland   | Penn State                                                        |
| 18   | Tonya Washington    | États-Unis  | Mystics de Washington  | Florida                                                           |
| 19   | Jameka Jones        | États-Unis  | Sol de Miami           | UNC-Charlotte                                                     |
| 20   | Jannon Roland       | États-Unis  | Miracle d'Orlando      | Purdue (en provenance du Blizzard de la Nouvelle-Angleterre, ABL) |
| 21   | Adrian Williams     | États-Unis  | Mercury de Phoenix     | Southern California                                               |
| 22   | Marla Brumfield     | États-Unis  | Lynx du Minnesota      | Rice                                                              |
| 23   | Stacey Thomas       | États-Unis  | Fire de Portland       | Michigan                                                          |
| 24   | Keitha Dickerson    | États-Unis  | Lynx du Minnesota      | Texas Tech                                                        |
| 25   | Charisse Sampson    | États-Unis  | Storm de Seattle       | Kansas (en provenance du Blizzard de la Nouvelle-Angleterre, ABL) |
| 26   | Jurgita Streimikyte | Lituanie    | Fever de l'Indiana     | Pool Comense                                                      |
| 27   | Tiffany Travis      | États-Unis  | Sting de Charlotte     | Florida                                                           |
| 28   | Madinah Slaise      | États-Unis  | Shock de Détroit       | Cincinnati                                                        |
| 29   | Desiree Francis     | États-Unis  | Liberty de New York    | Iowa State                                                        |
| 30   | Stacy Clinesmith    | États-Unis  | Monarchs de Sacramento | Université de Californie à Santa Barbara                          |
| 31   | Paige Sauer         | États-Unis  | Sparks de Los Angeles  | Connecticut                                                       |
| 32   | Andrea Garner       | États-Unis  | Comets de Houston      | Penn State                                                        |

| Rang | Joueuse           | Nationalité | Équipe WNBA            | Université/club                                                   |
| ---- | ----------------- | ----------- | ---------------------- | ----------------------------------------------------------------- |
| 33   | Monique Morehouse | États-Unis  | Rockers de Cleveland   | Auburn (en provenance du Blizzard de la Nouvelle-Angleterre, ABL) |
| 34   | Jill Morton       | États-Unis  | Sting de Charlotte     | Louisville                                                        |
| 35   | Stacy Frese       | États-Unis  | Starzz de l'Utah       | Iowa State                                                        |
| 36   | Shawnetta Stewart | États-Unis  | Miracle d'Orlando      | Rutgers                                                           |
| 37   | Tauja Catchings   | États-Unis  | Mercury de Phoenix     | Illinois                                                          |
| 38   | Phylesha Whaley   | États-Unis  | Lynx du Minnesota      | Oklahoma                                                          |
| 39   | Maxann Reese      | États-Unis  | Fire de Portland       | Michigan State                                                    |
| 40   | Milena Flores     | États-Unis  | Sol de Miami           | Stanford                                                          |
| 41   | Kirra Jordan      | États-Unis  | Storm de Seattle       | Rice                                                              |
| 42   | Usha Gilmore      | États-Unis  | Fever de l'Indiana     | Rutgers                                                           |
| 43   | Peppi Browne      | États-Unis  | Sting de Charlotte     | Duke                                                              |
| 44   | Chavonne Hammond  | États-Unis  | Shock de Détroit       | Vanderbilt                                                        |
| 45   | Jessica Bibby     | Australie   | Liberty de New York    | Dandenong Rangers (WNBL)                                          |
| 46   | Rhonda Y Smith    | États-Unis  | Monarchs de Sacramento | Washington                                                        |
| 47   | Marte Alexander   | États-Unis  | Sparks de Los Angeles  | Arizona                                                           |
| 48   | Latavia Coleman   | États-Unis  | Comets de Houston      | Florida State                                                     |

| Rang | Joueuse            | Nationalité | Équipe WNBA            | Université/club                                        |
| ---- | ------------------ | ----------- | ---------------------- | ------------------------------------------------------ |
| 49   | Sophie Von Saldern | Allemagne   | Rockers de Cleveland   | California                                             |
| 50   | Latina Davis       | États-Unis  | Fever de l'Indiana     | Tennessee                                              |
| 51   | Kristen Rasmussen  | États-Unis  | Starzz de l'Utah       | Michigan State                                         |
| 52   | Romana Hamzova     | Tchéquie    | Miracle d'Orlando      | République tchèque                                     |
| 53   | Shantia Owens      | États-Unis  | Mercury de Phoenix     | Kentucky                                               |
| 54   | Jana Lichnerova    | États-Unis  | Lynx du Minnesota      | St. Joseph’s                                           |
| 55   | Rhonda L Smith     | États-Unis  | Fire de Portland       | Long Beach State                                       |
| 56   | Shanele Stires     | États-Unis  | Lynx du Minnesota      | Kansas State (en provenance du Quest de Columbus, ABL) |
| 57   | Katrina Hibbert    | États-Unis  | Storm de Seattle       | LSU                                                    |
| 58   | Renee Robinson     | États-Unis  | Fever de l'Indiana     | Virginia                                               |
| 59   | Shaka Massey       | États-Unis  | Sting de Charlotte     | Louisiana Tech                                         |
| 60   | Cal Bouchard       | Canada      | Shock de Détroit       | Boston College                                         |
| 61   | Natalie Porter     | Australie   | Liberty de New York    | Australie                                              |
| 62   | Jessica Zinobile   | États-Unis  | Monarchs de Sacramento | Saint Francis College                                  |
| 63   | Nicky McCrimmon    | États-Unis  | Sparks de Los Angeles  | Southern California                                    |
| 64   | Abbie Willenborg   | États-Unis  | Comets de Houston      | Marquette                                              |